# المختار ولد حامد
المختار ولد حامدٌ (مواليد سنة 1315هـ / 1897م بمنطقة اتْوَيْرجه في إگيدي التابعة لإمارة الترارزة) هو مؤرخ وعالم دين وشاعر موريتاني اشتهر بتأليفه موسوعة حياة موريتانيا الضخمة، التي تناول فيها الحياة السياسية والثقافية والاجتماعية الموريتانية، وقضى في جمعها نحو 50 عاما، يُلقّب بـ"ابن خلدون موريتانيا، وينحدر من أسرة "أهل محنض بابه بن اعبيد الديماني" التي كانت تُعرف ب"محضرتها" العلمية التي تشتهر بالتعمق في الدراسات المنطقية والبلاغية واللغوية، إضافة للعلوم الشرعية الإسلامية كالفقه وأصوله وقواعده. فقد كان جده محنض بابه بن اعبيد قاضي القضاة في إمارة الترارزة، وقد قضى سنوات عمره الأخيرة "مجاورا" في المدينة المنورة في المملكة العربية السعودية وفيها توفي يوم الثلاثاء 1 محرم سنة 1414 هـ / 22 يونيو سنة 1993م. وهو والد عالم الرياضيات البارز يحيى ولد حامدٌ (1947 - 2011).

## حياته

### نسبه
المختار بن حامدُن بن محمذنْ بن محنض باب بن اعبيد الديماني وأمه: عائشة بنت المختار بن بيدح الديمانية

### تعليمه المحظري والنظامي
تلقى تعليمه الأول على يد والده العالم الجليل حامدُنْ حيث حفظ القرآن وأتقن علومه من رسم وتجويد وهو دون سن العاشرة، ثم التحق بمحظرة عمه بارِكَلّ بن محمذن بن محنض بابه بن اعبيد حيث درس فيها ألفية ابن مالك، وفي سنة 1912م التحق بمدرسة المذرذرة فقضى فيها ثلاث سنوات وبعدها ذهب إلى محظرة أهل محمد سالم المجلسيين ودرس فيها علوما كثيرة.[بحاجة لمصدر]

### ممارسته التجارة في السنغال
وفي سنة 1934 م شد الرحال إلى السنغال وتحديدا إلى مدينتي كولخ وداكار حيث مارس التجارة ردحا من الزمن وفي هذه الأخيرة قابل المختار لأول مرة عربا من المشرق العربي تجارا من لبنان وسوريا حيث كانت له مساجلات شعرية ونثرية معهم وقابل هناك لأول مرة الأديب والشاعر المهجري اللبناني محمد يوسف مقلد حيث كانوا يسألونه عن أخبار موريتانيا وعن أحوال أهلها وعن الشعراء الموريتانيين، حيث كان السجال الأدبي بينه وبين المثقفين من أبناء الجالية اللبنانية والسورية يشكل فضاء أدبيا وثقافيا.
وقد اقترح عليه هؤلاء – الذين أعجبوا بمعارف شنقيطية كانوا يجهلون عنها الكثير – أن يُعرّف العالَم العربي والإسلامي بهذا البلد إشعاعا وحضارة، ومن هناك نشأت فكرة تلك الموسوعة، كما روى ذلك الأستاذ والباحث الراحل محمد المصطفى ولد الندى وهو الذي عمل مع صاحب الترجمة في المعهد الموريتاني للبحث العلمي.
وكانت هذي هي البداية التي جعلته يفكر في التأليف عن تاريخ موريتانيا وعن أخبارها فكانت موسوعته الشهيرة والمعروفة بحياة موريتانيا.

### العودة لخدمة الوطن
بعد ذلك وتحديدا في سنة 1943 كان المختار قد رجع إلى البلاد منتدبا وقتها ليكون أستاذا لعلوم العربية في مدينة أطار شمال موريتانيا، عقب ذلك عمل أستاذا للتاريخ في معهد أبي تلميت قبل، أن يعين سنة 1958 مستشارا ثقافيا لرئيس حكومة موريتانيا في عهد الحكم الذاتي وبعدها في نفس المنصب إبان عهد رئيس الجمهورية الإسلامية الموريتانية عقب الاستقلال. وقد شارك المختار في صياغة أول دستور موريتاني.
وفي سنة 1967 عمل مستشارا وباحثا في التاريخ بوزارة الثقافة وكان وقتها قد وصل إلى التقاعد رسميا لكنه باشر المهمة واستمر في العمل.

### التقاعد نهائيا
لما زاد على الثمانين قرر التقاعد النهائي وترك نسخة من موسوعته وأعماله التاريخية وديعة لدى المعهد الموريتاني للبحث العلمي ونسخة لدى أسرته وترك سكرتيره الخاص المصطفى ولد الندى يتولى الإشراف عليها تحت رعاية لجنة من المسؤولين والمثقفين والباحثين الوطنيين، وبمعرفة وحضور ممثل عن أسرة المؤلف.
واختار المختار أن تكون المدينة دار مهاجره الذي يقضي فيه باقي عمره، فانتقل إليها سنة 1982 حيث حظي بإقامة ممنوحة من طرف ملك المملكة العربية السعودية خالد بن عبد العزيز وبقي هناك حتى توفي سنة 1993.

## موسوعة حياة موريتانيا
راودت فكرة التعريف بموريتانيا الأستاذ المختار ولد حامدن في داكار عندما كان تاجرا هناك حيث كان السجال الأدبي بينه وبين المثقفين من أبناء الجالية اللبنانية والسورية - كما أسلفنا - واقترحوا عليه أن يعرف العالم العربي والإسلامي بهذا البلد ومن هناك نشأت فكرة تلك الموسوعة.
قضى المختار ولد حامدن خمسين سنة في إعداد هذه الموسوعة وقد وصلت إلى 41 جزءا كلفته الكثير من الرحلات والأسفار داخل الوطن. وفضلا عن السنغال وما يوجد فيه من أرشيف فقد استقل الطائرة مرتين إلى فرنسا وكان ملما بالفرنسية إلماما جيدا فاطلع على ما هنالك من وثائق وإرشيفات، وسافر إلى المغرب وسهلت له الجهات الرسمية في المغرب وصوله إلى الكثير من المخطوطات والأرشيف.
وتقع هذه الموسوعة في سبعة مجلدات وتنقسم إلى ثلاثة أقسام، الحياة السياسية والحياة الثقافية والحياة الاجتماعية،.

## من شعره
مشت بيني وبين الشعر هندي
وهندي أملح الشفعاء عندي
أجدك قد هجرت الشعر قالت
فقلت لها هجرت الشعر جدي

## مؤلفاته
- موسوعة حياة موريتانيا - الدار العربية للكتاب - تونس 1990.
- معجم اللهجة الزناقية وهي لهجية شبه منقرضة كان السكان الأصليون لموريتانيا يتكلمونها.
- حياة موريتانيا.. حوادث السنين.. أربعة قرون من تاريخ موريتانيا وجوارها-دار الكتب الوطنية في هيئة أبو ظبي للسياحة والثقافة-[11]
- معجم للمؤلفين الشناقطة
- أنظام فقهية
- عدة بحوث تاريخية لصالح المعهد الفرنسي لإفريقيا الغربية.
- أشعار غزيرة ومتنوعة الأغراض

## وفاته
توفي في المدينة المنورة يوم الثلاثاء 1 محرم سنة 1414 هـ / الموافق 22 يونيو سنة 1993م ودفن في البقيع الطاهر.